# حصن مرباط
حصن مرباط (1220 هـ/ 1806 م)، يقع على ساحل مدينة مرباط بمحافظة ظفار العمانية. يعد الحصن من المعالم الأثرية في ولاية مرباط، وكان الهدف من بنائه حماية المدينة وسكانها من الهجمات، ولكي يكون مقرا وسكنا للوالي ومن يسيّر الشؤون الإدارية للمدينة. ومعركة حصن مرباط الموثقة جيدًا والتي عرفت بضراوتها كانت معلمًا بارزًا في ثورة ظفار التي حدثت في أوائل الستينات.

## التاريخ
يعود تاريخ بناء الحصن إلى بداية القرن التاسع عشر الميلادي عندما حكم محمد بن عقيل السقاف مرباط وكان حاكما على ظفار عام 1806 م وهو الذي أمر بتشييد حصن مرباط.
وازدادت أهمية الحصن في عهد السلاطين تركي بن سعيد، وفيصل بن تركي، وتيمور بن فيصل. وفي عهد السلطان سعيد بن تيمور تم تدعيم الحصن من الناحية الشمالية لتقويتها وتمكينها وذلك بعد فيضانات عام 1948 م التي تعرف بسنة "الأحيمر"، وقد ظل الحصن مقرا للوالي حتى سنة 1988 م. وفي عهد السلطان قابوس بن سعيد سنة 1991 م تم تسليم الحصن إلى وزارة التراث القومي والثقافة وقتها التي رمّمت الحصن في عام 1992 م على طرازه المعماري القديم نفسه وباستخدام المواد الخام المحلية، وفي 7 فبراير 1994 م تم افتتاح الحصن بمناسبة عام التراث العماني، كما خضع الحصن في عام 2011 م للترميم مرة أخرى من الداخل والخارج.

## الموقع
ينفرد بموقعه الاستراتيجي المطل على ساحل الفرضة (ميناء مرباط القديم) بالقرب من مسجد النور أقدم مسجد في مرباط، وبجوار سوق مرباط القديم الذي يعده بعض المؤرخين من أقدم الأسواق في محافظة ظفار.

## البناء
شيد الحصن على الطراز المعماري العماني، وتبلغ مساحته 467 مترا ويصل ارتفاعه إلى 12 مترا، ويتكون من دورين وبرجين للمراقبة أحدهما في الركن الجنوبي الغربي والآخر في الركن الجنوبي الشرقي، ويحتوي الدور الأول على جناح للحراس ويتكون الجناح من غرفة لقائد الحراس ومطبخ وسجن بطول 9 أمتار وعرض 3 أمتار بالإضافة إلى مخزن وغرفة الحرس بطول 18 مترا وعرض 3 أمتار، ويوجد بها فتحات بهدف الاستطلاع والمراقبة.
ويشتمل الجناح الجنوبي للحصن على مجلس للوالي يجتمع فيه الوالي بالأعيان وأهل المدينة لمناقشة قضاياهم ومشاكلهم بالإضافة إلى مكتب للوالي وغرفة لموظفي مكتب الوالي بطول 7 أمتار وعرض 4 أمتار إلى جانب بيت للماء. كما يتكون الدور العلوي من مجلس لاستقبال الضيوف بطول 14 مترا وعرض 3 أمتار بالإضافة إلى مجلس للنساء يبلغ طوله 14 مترا وعرضه 3 أمتار إلى جانب غرف نوم للوالي وعائلته، إضافة إلى منصة للدفاع أمام الحصن تتكون من 3 مدافع موجهة إلى البحر للدفاع عن الحصن في حالة تعرض لأي هجوم من السفن البحرية.

## مواضيع متعلقة
- قلاع وحصون عمان